# راي هوغن
راي هوغن (بالإنجليزية: Ray Hogan)‏ هو لاعب اتحاد الرغبي أيرلندي، ولد في 21 نوفمبر 1981 في ليمريك في جمهورية أيرلندا.